# Campeonato Sudamericano de Voleibol Masculino de 2021
El Campeonato Sudamericano Masculino de Voleibol de 2021 fue la 34 edición del torneo, organizado por la Confederación Sudamericana de Voleibol (CSV). Se llevó a cabo del 1 al 5 de septiembre de 2021 en Brasilia, Brasil.  El campeón y el subcampeón clasificaron al Campeonato Mundial de Voleibol de 2022.

## Equipos participantes
- Argentina
- Brasil
- Chile
- Colombia
- Perú

## Clasificación general
| Pos.              | Equipo    |
| ----------------- | --------- |
| Medalla de oro    | Brasil    |
| Medalla de plata  | Argentina |
| Medalla de bronce | Chile     |
| 4                 | Colombia  |
| 5                 | Perú      |

| Campeón Brasil 33.º título |

## Clasificados alCampeonato Mundial de Voleibol Masculino de 2022
| Bandera de Brasil | Bandera de Argentina |
| Brasil            | Argentina            |